# АпоЕ-рецептор 2
АпоЕ-рецептор 2, АпоЕ рецептор 2 типу (англ. LDL receptor related protein 8, ApoER2) – білок, який кодується геном LRP8, розташованим у людини на короткому плечі 1-ї хромосоми. Довжина поліпептидного ланцюга білка становить 963 амінокислот, а молекулярна маса — 105 634. Рецептор, що належить до родини рецепторів ліпопротеїнів низької щільності (англ. Low density lipoprotein receptor gene family) та виявляється переважно в мозку і плаценті. ApoER2 складається з п'яти функціональних доменів, подібно до інших білків своєї родини.
| 10         |  | 20         |  | 30         |  | 40         |  | 50         |
| ---------- |  | ---------- |  | ---------- |  | ---------- |  | ---------- |
| MGLPEPGPLR |  | LLALLLLLLL |  | LLLLQLQHLA |  | AAAADPLLGG |  | QGPAKDCEKD |
| QFQCRNERCI |  | PSVWRCDEDD |  | DCLDHSDEDD |  | CPKKTCADSD |  | FTCDNGHCIH |
| ERWKCDGEEE |  | CPDGSDESEA |  | TCTKQVCPAE |  | KLSCGPTSHK |  | CVPASWRCDG |
| EKDCEGGADE |  | AGCATLCAPH |  | EFQCGNRSCL |  | AAVFVCDGDD |  | DCGDGSDERG |
| CADPACGPRE |  | FRCGGDGGGA |  | CIPERWVCDR |  | QFDCEDRSDE |  | AAELCGRPGP |
| GATSAPAACA |  | TASQFACRSG |  | ECVHLGWRCD |  | GDRDCKDKSD |  | EADCPLGTCR |
| GDEFQCGDGT |  | CVLAIKHCNQ |  | EQDCPDGSDE |  | AGCLQGLNEC |  | LHNNGGCSHI |
| CTDLKIGFEC |  | TCPAGFQLLD |  | QKTCGDIDEC |  | KDPDACSQIC |  | VNYKGYFKCE |
| CYPGYEMDLL |  | TKNCKAAAGK |  | SPSLIFTNRH |  | EVRRIDLVKR |  | NYSRLIPMLK |
| NVVALDVEVA |  | TNRIYWCDLS |  | YRKIYSAYMD |  | KASDPKEQEV |  | LIDEQLHSPE |
| GLAVDWVHKH |  | IYWTDSGNKT |  | ISVATVDGGR |  | RRTLFSRNLS |  | EPRAIAVDPL |
| RGFMYWSDWG |  | DQAKIEKSGL |  | NGVDRQTLVS |  | DNIEWPNGIT |  | LDLLSQRLYW |
| VDSKLHQLSS |  | IDFSGGNRKT |  | LISSTDFLSH |  | PFGIAVFEDK |  | VFWTDLENEA |
| IFSANRLNGL |  | EISILAENLN |  | NPHDIVIFHE |  | LKQPRAPDAC |  | ELSVQPNGGC |
| EYLCLPAPQI |  | SSHSPKYTCA |  | CPDTMWLGPD |  | MKRCYRAPQS |  | TSTTTLASTM |
| TRTVPATTRA |  | PGTTVHRSTY |  | QNHSTETPSL |  | TAAVPSSVSV |  | PRAPSISPST |
| LSPATSNHSQ |  | HYANEDSKMG |  | STVTAAVIGI |  | IVPIVVIALL |  | CMSGYLIWRN |
| WKRKNTKSMN |  | FDNPVYRKTT |  | EEEDEDELHI |  | GRTAQIGHVY |  | PAAISSFDRP |
| LWAEPCLGET |  | REPEDPAPAL |  | KELFVLPGEP |  | RSQLHQLPKN |  | PLSELPVVKS |
| KRVALSLEDD |  | GLP        |  |            |  |            |  |            |

A: Аланін

C: Цистеїн

D: Аспарагінова кислота

E: Глутамінова кислота

F: Фенілаланін

G: Гліцин

H: Гістидин

I: Ізолейцин

K: Лізин

L: Лейцин

M: Метіонін

N: Аспарагін

P: Пролін

Q: Глутамін

R: Аргінін

S: Серин

T: Треонін

V: Валін

W: Триптофан

Задіяний у таких біологічних процесах, як ендоцитоз, альтернативний сплайсинг. 
Білок має сайт для зв'язування з іоном кальцію. 
Локалізований у клітинній мембрані, також секретований назовні.
ApoER2 здатний зв'язуватися з аполіпопротеїн E-вмісними ліпопротеїнами, але його основна виявлена функція — передача сигналу риліну. Білок рилін, його рецептори ApoER2 і VLDLR, і адаптерний білок цитоплазми DAB1 є учасниками єдиного сигнального шляху, що регулює правильну побудову шарів кори головного мозку. За відсутності обох рецепторів ApoER2 і VLDLR у мишей спостерігається фенотип reeler, такий же, як і за відсутності риліну. ApoER2 грає важливішу роль в сигнальному шляху риліну, оскільки при його відсутності спостерігаються серйозніші порушення міграції нейронів, чим за відсутності лише рецептора VLDLR.
Посилення довготривалої потенціації, що викликається риліном, також опосередковано рецептором ApoER2. Внутріклітинний домен рецептора, що кодується екзоном 19, впливає на рецептор NMDA (NMDAR), що грає важливу роль в механізмах пам'яті і навчання. Точний механізм дії цього білка, проте, поки що невідомий. Передбачається, що ApoER2 утворює комплекси з NMDAR і білком PSD95. Екзон 19 схильний до альтернативному сплайсингу, причому відносна кількість рецепторів з екзоном 19 збільшується під час активності і зменшується під час сну. Відсутність екзона 19 у піддослідних мишей не порушує процес кортикогенезу, але приводить до порушення роботи пам'яті.